# Vernonia sutherlandii
Vernonia sutherlandii là một loài thực vật có hoa trong họ Cúc. Loài này được Harv. miêu tả khoa học đầu tiên năm 1865.